# 麗音 (バンド)
麗音（れいん）は、群馬を拠点として活動した日本のヴィジュアル系ロックバンド。

## 略歴
1995年
- 11月 - ギターの美章とドラムの十夢を中心に結成。

1998年
- 4月 - 瞬時が加入。

2000年
- HIROKAZUが加入。
- 7月29日 - デモテープ「絹の糸と蜘の意図」発売。
- 12月5日 - 前橋 club FLEEZでのmeffistとのツーマンライブ『絆〜きずな〜』にて2001年1月7日を以て解散することが発表された。また、デモテープ「永遠」が発売された。

2001年
- 1月7日 - 前橋 club FLEEZにて初のワンマンライブ「永遠〜えいえん〜」を開催。この日を以て解散した。

2003年
- 4月5日 - 文有希が逝去。享年24歳。
- 5月8日 - 前橋clubFLEEZにて『文有希 追悼LIVE “FROM SILENCE” 静寂の中から…』を開催。Vocalに佳樹を迎えて一夜限りで再結成された。
- 8月22日 - 文有希トリビュートアルバム「to SILENCE」発売。

## メンバー
- 文有希（ふみゆき）ボーカル
- 瞬時（しゅんじ）ギター
- 美章（よしあき）ギター
- HIROKAZU（ひろかず）ベース
- 十夢（とむ）ドラム

### 元メンバー
- 伸(しん) ベース

## ディスコグラフィ
デモテープ
- 妖艶
- レプリカ
- 絹の絲と蜘の意図
- 永遠

アルバム
- 群馬革命
- to SILENCE